# Lyperia formosa
Lyperia formosa är en flenörtsväxtart som beskrevs av O.M. Hilliard. Lyperia formosa ingår i släktet Lyperia och familjen flenörtsväxter. Inga underarter finns listade i Catalogue of Life.